# Campionati mondiali di biathlon 1999
I Campionati mondiali di biathlon 1999 si svolsero dal 12 febbraio al 13 marzo. Nel programma venne introdotta la gara a partenza in linea, sia maschile (15 km) sia femminile (12,5 km).
Sede designata per la manifestazione era Kontiolahti, in Finlandia, dove si sarebbe dovuto gareggiare dal 5 al 14 febbraio, ma le basse temperature (fino a -25 °C) costrinsero a rinviare per sei volte la gara sprint, che venne recuperata il 12 febbraio 1999. L'inseguimento e la staffetta si svolsero a Kontiolahti uno e due giorni dopo; l'individuale e la partenza in linea vennero recuperate l'11 e 13 marzo, durante la tappa di Coppa del Mondo a Oslo Holmenkollen.

## Risultati

### Uomini

#### Sprint 10 km
| Posizione | Atleta           | Nazione     | Tempo    | Penalità |
| --------- | ---------------- | ----------- | -------- | -------- |
| 1         | Frank Luck       | Germania    | 28:05,6  | 0+0      |
| 2         | Patrick Favre    | Italia      | + 22,0   | 0+0      |
| 3         | Frode Andresen   | Norvegia    | + 40,8   | 1+1      |
| 4         | Ludwig Gredler   | Austria     | + 1:07,3 | 1+2      |
| 5         | Oļegs Maļuhins   | Lettonia    | + 1:08,1 | 3+1      |
| 6         | Ricco Groß       | Germania    | + 1:08,5 | 0+2      |
| 7         | Sven Fischer     | Germania    | + 1:08,8 | 1+2      |
| 8         | Aljaksej Ajdaraŭ | Bielorussia | + 1:12,7 | 0+2      |
| 9         | Aleh Ryžankoŭ    | Bielorussia | + 1:15,5 | 1+2      |
| 10        | Jēkabs Nākums    | Lettonia    | + 1:22,0 | 1+0      |

Kontiolahti, 12 febbraio

#### Inseguimento 12,5 km
| Posizione | Atleta               | Nazione     | Tempo    | Penalità |
| --------- | -------------------- | ----------- | -------- | -------- |
| 1         | Ricco Groß           | Germania    | 35:37,8  | 0+0+0+0  |
| 2         | Frank Luck           | Germania    | + 27,2   | 0+0+1+2  |
| 3         | Sven Fischer         | Germania    | + 40,9   | 1+0+1+1  |
| 4         | Oļegs Maļuhins       | Lettonia    | + 1:07,8 | 0+1+1+1  |
| 5         | Ole Einar Bjørndalen | Norvegia    | + 1:26,2 | 1+3+0+0  |
| 6         | Ilmārs Bricis        | Lettonia    | + 1:31,6 | 1+0+1+1  |
| 7         | Aljaksej Ajdaraŭ     | Bielorussia | + 1:31,8 | 0+2+0+2  |
| 8         | Patrick Favre        | Italia      | + 1:39,5 | 0+2+1+2  |
| 9         | Vladimir Dračëv      | Russia      | + 1:52,7 | 1+1+1+1  |
| 10        | Aleh Ryžankoŭ        | Bielorussia | + 1:58,4 | 1+1+1+3  |

Kontiolahti, 13 febbraio

#### Partenza in linea 15 km
| Posizione | Atleta               | Nazione   | Tempo    | Penalità |
| --------- | -------------------- | --------- | -------- | -------- |
| 1         | Sven Fischer         | Germania  | 39:39,9  | 1+1+0+0  |
| 2         | Vladimir Dračëv      | Russia    | + 9,9    | 0+0+1+1  |
| 3         | Ole Einar Bjørndalen | Norvegia  | + 17,4   | 0+0+0+0  |
| 4         | Paavo Puurunen       | Finlandia | + 23,8   | 0+0+0+1  |
| 5         | Ludwig Gredler       | Austria   | + 33,4   | 0+1+2+1  |
| 6         | Frode Andresen       | Norvegia  | + 33,6   | 1+0+2+1  |
| 7         | Oļegs Maļuhins       | Lettonia  | + 35,8   | 1+1+1+0  |
| 8         | Ricco Groß           | Germania  | + 54,2   | 1+0+0+0  |
| 9         | Raphaël Poirée       | Francia   | + 59,3   | 0+0+0+3  |
| 10        | René Cattarinussi    | Italia    | + 1:01,0 | 0+1+1+2  |

Oslo, 13 marzo

#### Individuale 20 km
| Posizione | Atleta               | Nazione     | Tempo    | Penalità |
| --------- | -------------------- | ----------- | -------- | -------- |
| 1         | Sven Fischer         | Germania    | 53:53,2  | 1+0+0+0  |
| 2         | Ricco Groß           | Germania    | + 8,7    | 0+0+0+0  |
| 3         | Vadzim Sašuryn       | Bielorussia | + 37,3   | 0+0+0+0  |
| 4         | Ole Einar Bjørndalen | Norvegia    | + 51,4   | 0+0+1+0  |
| 5         | Vladimir Dračëv      | Russia      | + 1:02,9 | 0+2+0+1  |
| 6         | Vjačeslav Kunaev     | Russia      | + 1:15,4 | 1+0+0+0  |
| 7         | Pavel Rostovcev      | Russia      | + 1:29,2 | 1+0+1+0  |
| 8         | René Cattarinussi    | Italia      | + 1:41,9 | 2+0+0+0  |
| 9         | Paavo Puurunen       | Finlandia   | + 1:43,6 | 0+1+0+0  |
| 10        | Ilmārs Bricis        | Lettonia    | + 1:52,0 | 0+0+1+1  |

Oslo, 11 marzo

#### Staffetta 4x7,5 km
| Posizione | Nazione     | Atleti                                                                 | Tempo     | Penalità |
| --------- | ----------- | ---------------------------------------------------------------------- | --------- | -------- |
| 1         | Bielorussia | Aljaksej Ajdaraŭ Pëtr Ivaška Vadzim Sašuryn Aleh Ryžankoŭ              | 1:23:19,3 | 1        |
| 2         | Russia      | Viktor Majgurov Vladimir Dračëv Sergej Rožkov Pavel Rostovcev          | 1:23:42,4 | 2        |
| 3         | Norvegia    | Halvard Hanevold Dag Bjørndalen Frode Andresen Ole Einar Bjørndalen    | 1:23:56,3 | 4        |
| 4         | Germania    | Ricco Groß Peter Sendel Sven Fischer Frank Luck                        | 1:24:16,0 | 2        |
| 5         | Lettonia    | Oļegs Maļuhins Ilmārs Bricis Gundars Upenieks Jēkabs Nākums            | 1:24:28,8 | 1        |
| 6         | Finlandia   | Ville Raikkönen Vesa Hietelahti Mikko Uusipaikka Paavo Puurunen        | 1:25:24,0 | 3        |
| 7         | Slovenia    | Janez Ožbolt Tomaž Globočnik Sašo Grajf Janez Marič                    | 1:25:51,0 | 1        |
| 8         | Italia      | René Cattarinussi Patrick Favre Wilfried Pallhuber Pieralberto Carrara | 1:25:58,9 | 4        |

Kontiolahti, 14 febbraio

### Donne

#### Sprint 7,5 km
| Posizione | Atleta              | Nazione    | Tempo   | Penalità |
| --------- | ------------------- | ---------- | ------- | -------- |
| 1         | Martina Zellner     | Germania   | 26:59,9 | 2        |
| 2         | Magdalena Forsberg  | Svezia     | 27:04,4 | 1        |
| 3         | Alena Zubrylava     | Ucraina    | 27:08,2 | 3        |
| 4         | Al'bina Achatova    | Russia     | 27:17,0 | 2        |
| 5         | Delphyne Burlet     | Francia    | 27:26,3 | 0        |
| 6         | Outi Kettunen       | Finlandia  | 27:31,0 | 2        |
| 7         | Martina Halinárová  | Slovacchia | 27:41,0 | 1        |
| 8         | Ann Elen Skjelbreid | Norvegia   | 27:42,1 | 2        |
| 9         | Andreja Koblar      | Slovenia   | -       |          |
| 10        | Olena Petrova       | Ucraina    | -       |          |

Kontiolahti, 12 febbraio

#### Inseguimento 10 km
| Posizione | Atleta             | Nazione    | Tempo   | Penalità |
| --------- | ------------------ | ---------- | ------- | -------- |
| 1         | Alena Zubrylava    | Ucraina    | 32:17,5 | 2        |
| 2         | Martina Halinárová | Slovacchia | 33:19,5 | 1        |
| 3         | Martina Zellner    | Germania   | 33:25,1 | 2        |
| 4         | Al'bina Achatova   | Russia     | 33:26,6 | 2        |
| 5         | Magdalena Forsberg | Svezia     | 33:36,8 | 3        |
| 6         | Olena Petrova      | Ucraina    | 34:02,8 | 2        |
| 7         | Katja Holanti      | Finlandia  | 34:08,7 | 0        |
| 8         | Outi Kettunen      | Finlandia  | 34:25,3 | 2        |
| 9         | Andreja Koblar     | Slovenia   | -       |          |
| 10        | Liv Grete Poirée   | Norvegia   | -       |          |

Kontiolahti, 13 febbraio

#### Partenza in linea 12,5 km
| Posizione | Atleta               | Nazione     | Tempo   | Penalità |
| --------- | -------------------- | ----------- | ------- | -------- |
| 1         | Alena Zubrylava      | Ucraina     | 40:08,2 | 4        |
| 2         | Olena Petrova        | Ucraina     | 40:11,3 | 2        |
| 3         | Magdalena Forsberg   | Svezia      | 40:16,9 | 3        |
| 4         | Andreja Koblar       | Slovenia    | 40:19,0 | 1        |
| 5         | Martina Halinárová   | Slovacchia  | 41:15,3 | 3        |
| 6         | Ekaterina Dafovska   | Bulgaria    | 41:24,4 | 2        |
| 7         | Uschi Disl           | Germania    | 41:28,4 | 4        |
| 8         | Galina Kukleva       | Russia      | 41:29,7 | 5        |
| 9         | Katrin Apel          | Germania    | -       |          |
| 10        | Svjatlana Paramyhina | Bielorussia | -       |          |

Oslo, 13 marzo

#### Individuale 15 km
| Posizione | Atleta               | Nazione     | Tempo   | Penalità |
| --------- | -------------------- | ----------- | ------- | -------- |
| 1         | Alena Zubrylava      | Ucraina     | 43:28,1 | 0        |
| 2         | Corinne Niogret      | Francia     | 45:32,0 | 0        |
| 3         | Al'bina Achatova     | Russia      | 46:41,7 | 1        |
| 4         | Olena Petrova        | Ucraina     | 47:10,2 | 2        |
| 5         | Anna Volkova         | Russia      | 47:47,2 | 2        |
| 6         | Magdalena Forsberg   | Svezia      | 47:51,6 | 3        |
| 7         | Ol'ga Romas'ko       | Russia      | 48:01,6 | 3        |
| 8         | Svjatlana Paramyhina | Bielorussia | 48:08,8 | 2        |
| 9         | Uschi Disl           | Germania    | -       |          |
| 10        | Ekaterina Dafovska   | Bulgaria    | -       |          |

Oslo, 11 marzo

#### Staffetta 4x7,5 km
| Posizione | Nazione    | Atlete                                                                                  | Tempo     | Penalità |
| --------- | ---------- | --------------------------------------------------------------------------------------- | --------- | -------- |
| 1         | Germania   | Uschi Disl Simone Greiner-Petter-Memm Katrin Apel Martina Zellner                       | 1:36:56,0 | 1        |
| 2         | Russia     | Nadežda Talanova Galina Kukleva Ol'ga Romas'ko Al'bina Achatova                         | 1:37:34,7 | 3        |
| 3         | Francia    | Delphyne Burlet Florence Baverel-Robert Christelle Gros Corinne Niogret                 | 1:37:42,9 | 0        |
| 4         | Norvegia   | Ann Elen Skjelbreid Gro Marit Istad Kristiansen Gunn Margit Andreassen Liv Grete Poirée | 1:38:11,0 | 0        |
| 5         | Ucraina    | Alena Zubrylava Olena Petrova Nina Lemeš Tetjana Rud'                                   | 1:39:06,9 | 2        |
| 6         | Finlandia  | Katja Holanti Outi Kettunen Annukka Mallat Eija Salonen                                 | 1:39:36,3 | 2        |
| 7         | Polonia    | Agata Suszka Anna Stera-Kustusz Magdalena Gwizdoń Adrianna Babik                        | 1:40:08,9 | 0        |
| 8         | Slovacchia | Martina Halinárová Anna Murínová Marcela Pavkovčeková Soňa Mihoková                     | 1:40:40,2 | 1        |

Kontiolahti, 14 febbraio

## Medagliere per nazioni
| Posizione | Nazione     | Oro | Argento | Bronzo | Totale |
| --------- | ----------- | --- | ------- | ------ | ------ |
| 1         | Germania    | 6   | 2       | 2      | 10     |
| 2         | Ucraina     | 3   | 1       | 1      | 5      |
| 3         | Bielorussia | 1   | 0       | 1      | 2      |
| 4         | Russia      | 0   | 3       | 1      | 4      |
| 5         | Francia     | 0   | 1       | 1      | 2      |
|           | Svezia      | 0   | 1       | 1      | 2      |
| 7         | Slovacchia  | 0   | 1       | 0      | 1      |
|           | Italia      | 0   | 1       | 0      | 1      |
| 9         | Norvegia    | 0   | 0       | 3      | 3      |